# Fundação Stephen Lewis
A Fundação Stephen Lewis é uma organização fundada por Stephen Lewis que ajuda a tratar da AIDS e projetos com HIV principalmente na África. Embora em algumas ocasiões, a fundação proporcionasse projetos com maiores dinheiro, dá fundos principalmente para pequenos grupos de linha de frente e caridades.